# Not with Me
Not with Me è un singolo della cantante svedese Wiktoria, pubblicato il 23 febbraio 2019 su etichetta discografica Sony Music Entertainment Sweden. Il brano è stato scritto dalla stessa interprete insieme a Joy Deb e Linnea Deb.
Con Not with Me Wiktoria ha partecipato a Melodifestivalen 2019, il processo di selezione per la ricerca del rappresentante eurovisivo svedese, conquistando il 7º posto su 12 partecipanti nella finale del 9 marzo.

## Tracce
Download digitale
1. Not with Me – 3:03

## Classifiche
| Classifica (2019) | Posizione massima |
| ----------------- | ----------------- |
| Svezia            | 5                 |